# Corral de Piedras (Piura)
Corral de Piedras es una localidad peruana ubicada en el distrito de Pacaipampa, perteneciente a la provincia de Ayabaca del departamento de Piura, al norte del Perú. 

## Ubicación
Corral de Piedras se ubica al sur de la provincia de Ayabaca, en el distrito de Pacaipampa, en el departamento de Piura.

## Demografía
En 2017 Corral de Piedras tenía una población de 15 habitantes.